# 江澤民專機事件

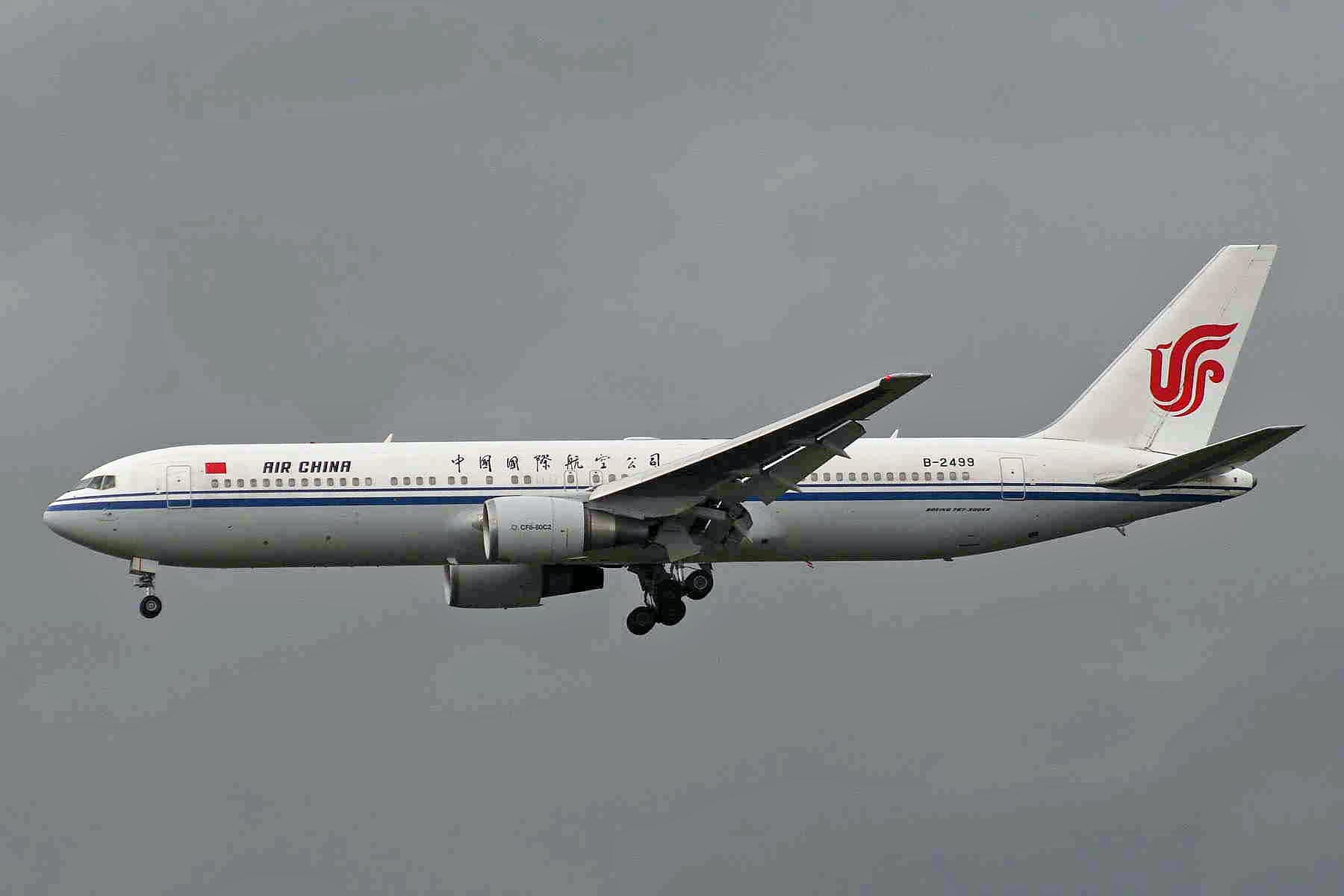
被捲入竊聽事件的飛機，2007年攝於溫哥華

江澤民專機事件，是2002年1月被披露的一宗外交事件。美国情报部门在一架被拟订作为時任中共中央总书记、中国国家主席江泽民行政专机的767-300型客机（注册号B-4025）上安装窃听器，后在试飞时被发觉。事后该客机作为普通民航客机被转售给中国国际航空。

## 事發經過

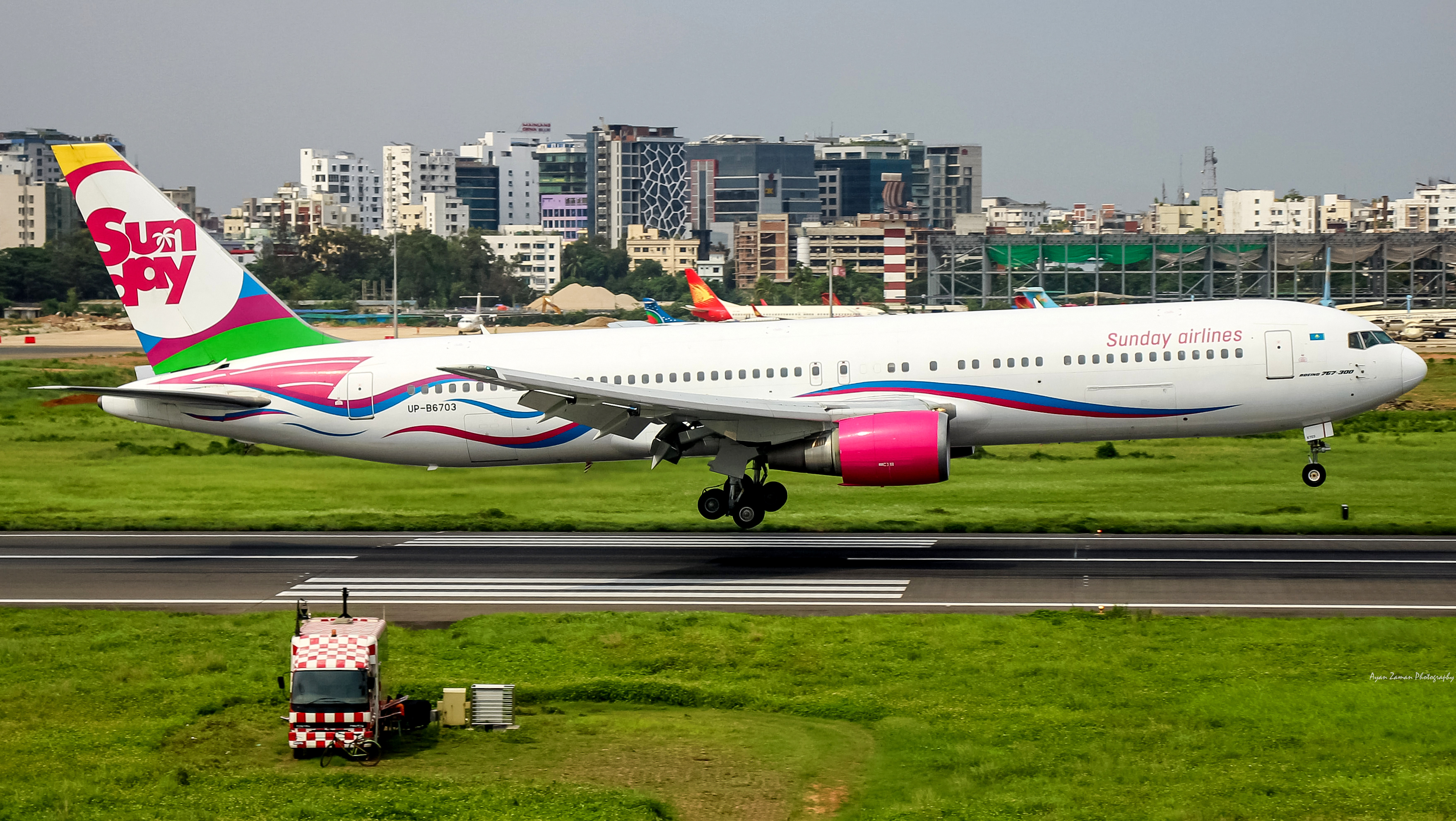
转售后的UP-B6703

2002年1月，时任中共中央总书记江泽民的专机遭人安装窃听器的消息，被英国《金融时报》与美国《华盛顿邮报》共同报道，报道称：「一名中国官员透露，在一架美国制造、准备作为江泽民专机的波音767-300型飞机上，发现27个窃听器。据称，这些窃听器设计精密，体积微小，被安装在飞机的室内装潢设施内”。
据称这架波音767－300专机，为波音西雅图厂制造，原计划交付给達美航空（航空器註冊编号N179DZ），内部装修与设备另由几家公司负责，2001年6月中国政府通過軍方轄下的中國聯合航空，用1亿2,000万美元购买，8月10日送到德州圣安东尼奥国际机场进行内部装修，费用约1,000万美元。8月底移交中方，途中曾经在夏威夷停留，9月送达北京后中方进行试飞，发现飞机发出“古怪的嗡嗡声”，结果竟找出27只窃听器。
2002年1月24日，在中国外交部例行记者会上发言人孙玉玺表示“对中国搞窃听是个别人的愚蠢行为”，中美关系不会受到影响。涉事飞机也转予中国国际航空，编号由B-4025改为B-2499，2012年3月退役后在北京首都机场封存。两年后，这架波音767转售哈萨克斯坦星期天航空（Sunday Airlines，斯卡特航空子公司），注册编号改为UP-B6703。
涉及到国家安全这样重大的事件发生之后，中国政府方面采取了低姿态，没有向媒体透露，也不和美国交涉，只是进行内部调查。据报导，美国国务卿鲍威尔在接受采访的时候说，中国方面没有提出这个问题，中国官员对布什不久访问中国表示高兴。报导还说，负责这架飞机制造和装修的波音公司和美国德克萨斯两家公司都表示，从没有收到中国方面就发生窃听器问题提出的任何投诉。